# Alexis Thorpe
Alexis Thorpe (* 19. April 1980 in Newport Beach, Kalifornien) ist eine US-amerikanische Schauspielerin.

## Leben und Leistungen
Thorpe arbeitete zeitweise als Model. Sie debütierte an der Seite von Rene Russo, Jason Alexander und Piper Perabo in einer kleinen Nebenrolle in der Komödie Die Abenteuer von Rocky & Bullwinkle aus dem Jahr 2000. Im Fantasyfilm Pretty Cool (2001) spielte sie eine der größeren Rollen ähnlich wie im Horrorfilm The Forsaken – Die Nacht ist gierig (2001). In den Jahren 2002 und 2003 trat sie in 94 Folgen der Fernsehserie Zeit der Sehnsucht auf. In der Komödie Pledge This! (2006) spielte sie eine größere Rolle an der Seite von Paris Hilton und Paula Garcés. Es folgte eine größere Rolle neben Maxwell Caulfield im SF-Actionfilm Nightmare City 2035.

## Filmografie (Auswahl)
- 2000: Die Abenteuer von Rocky & Bullwinkle (The Adventures of Rocky & Bullwinkle)
- 2001: Pretty Cool
- 2001: The Forsaken – Die Nacht ist gierig (The Forsaken)
- 2002–2003: Zeit der Sehnsucht (Days of Our Lives, Fernsehserie)
- 2003: Emmanuelle 2000: Emmanuelle Pie
- 2003: American Pie – Jetzt wird geheiratet (American Wedding)
- 2005: Dr. House (Staffel 1, Episode 3)
- 2006:	Die Party Animals sind zurück! (National Lampoon’s Pledge This!)
- 2007: Nightmare City 2035
- 2007: The Unlikely’s
- 2007: The Man from Earth